# Maestro de postas

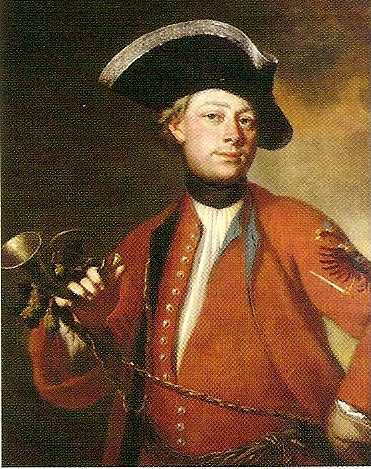
Anselmo Francisco, príncipe de Thurn y Taxis, maestro de postas y general del Servicio Postal Imperial

Los maestros de postas eran los responsables de las paradas de postas en que se realizaban los cambios de caballos y la asignación de postillones para los correos, viajeros o ganados. 
El director general de correos les expedía los correspondientes títulos que debían presentar al alcalde del pueblo donde residían y al administrador principal de correos a cuya demarcación pertenecían. Sus asignaciones eran proporcionadas a la especie de servicio que la administración les exigía y a los efectos y número de caballerías que se emplearan.

## Funciones
Los maestros de postas tenían las obligaciones siguientes:
- Residir en el pueblo o punto donde se hallara su parada.
- Observar exactamente los itinerarios de la línea.
- Mantener en buen estado de servicio el número de caballerías, guarniciones, monturas y demás efectos que las tarifas determinen.
- Preparar con la debida anticipación a la llegada del correo ordinario el ganado y los efectos necesarios pora el relevo.
- Tener dispuestos para casos extraordinarios e imprevistos dos caballos y un postillón de guardia tanto de día como de noche.
- Mantener de noche una luz en la cuadra y otra en el zaguán.
- Correspondía a los maestros de postas la facultad de nombrar y despedir los postillones. Ninguno podía nombrar al que hubiere sido despedido de otra a menos de presentarle una certificación de buena conducta horada por el maestro que le despidió de su servicio. Así mismo, debían expedir dicha certificación en el momento del despido.
- En virtud de las facultades para nombrar y despedir sus postillones, eran responsables de las faltas de los mismos.
- Debían cuidar de que los postillones cumplieran con los deberes de su cargo y que en todos los actos del servicio usaran el uniforme que les estaba asignado.
- Los maestros de postas debían vigilar no solo a sus propios postillones, sino cuidar así mismo que los de las paradas laterales observaran buena conducta mientras permanecieren en la suya, evitando que no se detuvieran en ella más tiempo que el necesario para que las caballerías descansaran y no consintiendo que al regresar, salieran aceleradamente con el ganado a menos de que para ello tuvieran orden expresa de su principal.
- Los maestros de postas no podían dar caballos a ninguna persona que careciera de la correspondiente licencia bajo la pena de la pérdida del oficio. Podían exigir por lo mismo los partes y las expresadas licencias a los correos y viajeros en posta que llegaban a la parada.
- Detener a los que no fueran provistos de este documento o no los llevaran en regla, dando inmediatamente cuenta a la autoridad local y al administrador principal de correos.
- La legislación española establecía un tiempo máximo que debían emplear en el relevo de caballerías, que no debía ser superior a cuatro minutos de día y seis de noche.

## Director general de correos
El director general de correos (en alemán: Generalpostmeister; en francés: Maître général des postes; en inglés: Postmaster General) era un cargo alemán existente desde el contrato postal de 1501, cuando el duque Felipe el Hermoso nombró a su jefe de correos, Franz von Taxis, en los Países Bajos, «capitaine et maistre de nos postes» (jefe y maestro de nuestras postas, jefe de correos). Franz y Johann Baptista von Taxis también llevaron este título en los contratos postales de 1516 y 1517.
El título de director general de correos se documentó por primera vez en 1520, cuando Johann Baptista von Taxis fue nombrado «chief et maistre general de noz postes par tous noz royaumes, pays et seigneuries» (jefe y director general de correos en todos nuestros reinos, países y señoríos) en su decreto de nombramiento por los países y territorios de Carlos V).

## Gestión de las paradas de postas
El maestro de postas gestionaba un libro de matrícula, donde habían de constar todos los dependientes de la posta tanto de número como aspirantes con las notas que juzgaran oportunas respecto de su conducta y celo en el cumplimiento de sus deberes. En él se hallaba también inventariado el ganado de la parada y los efectos de cualquier clase destinados al servicio. 
En las líneas generales y transversales de primer orden, los maestros de postas tenían además otro libro de registro para que los viajeros y correos pudieran anotar las faltas que advertían en el servicio o el estado en que se hallara aquella parada o cualquier otra inmediata. Este libro se debía presentar necesariamente por el maestro de postas a todo correo o viajero en posta que lo reclamara. 
Los maestros no podían ceder ni traspasar temporal ni perpetuamente sus paradas sin que precediera la aprobación del gobierno. Cuando por un accidente imprevisto quedara absolutamente abandonada la parada, los dos maestros de postas colaterales debían comunicarse entre sí inmediatamente y sin esperar la orden del administrador de correos del distrito.